# FV107 Scimitar
De FV107 Scimitar is een gepantserd militair verkenningsvoertuig op rupsbanden (soms geclassificeerd als een lichte tank) gebruikt door onder meer het Belgisch en het Britse leger. Het werd vervaardigd door Alvis in Coventry. Het lijkt sterk op de FV101 Scorpion, maar is uitgerust met een 30 mm L21 RARDEN kanon met hoge snelheid in plaats van een 76 mm kanon.
Dit voertuig, waarvan er 153 werden aangekocht, was in het Belgisch Leger in dienst tot 2004.